# Nupserha fuscodorsalis
Nupserha fuscodorsalis là một loài bọ cánh cứng trong họ Cerambycidae.